# Čistá (ort i Tjeckien, Pardubice)
Čistá är en ort i Tjeckien.   Den ligger i regionen Pardubice, i den östra delen av landet, 140 km öster om huvudstaden Prag. Čistá ligger 370 meter över havet och antalet invånare är 869.
Terrängen runt Čistá är huvudsakligen platt, men åt nordost är den kuperad. Čistá ligger nere i en dal. Runt Čistá är det ganska glesbefolkat, med 38 invånare per kvadratkilometer. Närmaste större samhälle är Litomyšl, 4,7 km norr om Čistá. Trakten runt Čistá består till största delen av jordbruksmark.